# پرونده‌ی قدیمی پیرآباد
پرونده‌ی قدیمی پیرآباد فیلم‌نامه‌ای است از بهرام بیضایی از سالِ ۱۳۶۳، که فیلمِ فصل پنجم (۱۳۷۵) را بر بنیادش ساخته‌اند. نیز داستانِ فیلمِ اتوبوس (۱۳۶۴) با این فیلم‌نامه می‌خواند.

## کتاب
این فیلم‌نامه به سالِ ۱۳۶۳ نگاشته شد و همان سال در انتشاراتِ ابتکار چاپ شد. چاپ‌های بعدی در انتشاراتِ روشنگران بوده‌است.

## داستان
مایهٔ فیلم‌نامه پیشنهادِ داریوش فرهنگ بوده به بهرام بیضایی و محمود دولت‌آبادی. پرداختِ بیضایی از این قرار است:
ماجرا در روستایی می‌گذرد که در او جمالوندی‌ها و کمالوندی‌ها با هم ستیز دیرینه دارند. یکی از هر خانواده اتوبوسی می‌خرد تا مسافر به شهر ببرد و بیاورد؛ و درگیری بالا می‌گیرد . . .

## فیلم
رفیع پیتز فیلمِ فصل پنجم را به سالِ ۱۳۷۵ بر اساسِ پرونده‌ی قدیمی پیرآباد نوشت و ساخت.

## نوشته‌های دیگر
فیلم‌نامه‌ای همانند از محمود دولت‌آبادی که بر اساسِ همین داستان نوشته شده اتوبوس نام دارد که سالِ ۱۳۷۲ چاپ شده و فیلمی به همین نام (۱۳۶۴) به نویسندگیِ داریوش فرهنگ داستانِ همانندی با این اثر دارد.
سالِ ۱۳۵۹ محمود دولت‌آبادی، پس از دیدار با داریوش فرهنگ، که پیش‌تر با بهرام بیضایی مشورت کرده و به دولت‌آبادی معرّفی شده بود، می‌پذیرد که از داستانِ خانوادگیِ او − دربارهٔ این که یکی در دهاتِ کرمان اتوبوسی خریده و یکی دیگر در هم‌چشمی با وی اتوبوس دوّمی خریده و کار بالا گرفته − فیلم‌نامه‌ای بنویسد. فیلم‌نامه نوشته می‌شود و سرانجام دولت‌آبادی از فرهنگ می‌شنود که این نوشته در شبکه ۱ توقیف شده‌است. سپس‌تر فیلم اتوبوس به کارگردانی یدالله صمدی، «با تیتراژ «سناریست؛ داریوش فرهنگ»» ساخته می‌شود و جایزه می‌گیرد. دولت‌آبادی پس از این که از چاپِ پرونده‌ی قدیمی پیرآباد آگاه می‌شود، نظر به فیلم اتوبوس می‌نویسد: «گویا فرهنگ دست بهرام بیضایی را هم بند این کار کرده بود تا بلکه دست و پای نوشته شکسته شود و یک چیز دیگری از آن دربیاورد که لابد نه اثر بیضایی باشد و نه نوشته‌ی دولت‌آبادی . . . .»
سرانجام هر دو کار چاپ شد (پروندهٔ قدیمی پیرآباد، چاپ ۱۳۶۳ و اتوبوس، چاپ ۱۳۷۲.) فیلمِ اتوبوس (۱۳۶۴) به نویسندگیِ داریوش فرهنگ و فیلمِ فصل پنجم (۱۳۷۵) به نویسندگیِ رفیع پیتز هم ساخته شد که از همین داستان بنیادین مایه می‌گیرند.
گذشته از پرونده‌ی قدیمی پیرآباد، بیضایی طرحی هم برای فیلم‌نامه دارد به نامِ «اتوبوس» که سه سال پیش از پرونده‌ی قدیمی پیرآباد یعنی سال ۱۳۶۰ نوشته شده و «هرگز به آن صورت نوشته و ساخته نشد.» سالِ ۱۳۶۳ نوین فیلم خبرِ ساختِ فیلمی به نامِ اتوبوس را در جراید به صورتِ آگهی منتشر کرد؛ با نامِ داریوش فرهنگ همچون فیلم‌نامه‌نویس و هوشنگ نوراللهی همچون تهیه‌کننده و بهرام بیضایی همچون کارگردان.